# Chitonaleyrodes
Chitonaleyrodes is een geslacht van halfvleugeligen (Hemiptera) uit de familie witte vliegen (Aleyrodidae), onderfamilie Aleyrodinae.
De wetenschappelijke naam van dit geslacht is voor het eerst geldig gepubliceerd door Martin in 1999. De typesoort is Chitonaleyrodes canberrensis.

## Soort
Chitonaleyrodes omvat de volgende soort:
- Chitonaleyrodes canberrensis Martin, 1999